# Medmassa australiensis
Medmassa australiensis är en spindelart som först beskrevs av Ludwig Carl Christian Koch 1867.  Medmassa australiensis ingår i släktet Medmassa och familjen flinkspindlar.
Artens utbredningsområde är New South Wales. Inga underarter finns listade i Catalogue of Life.